# UCI-Kunstrad-Weltcup 2025
Beim UCI-Kunstrad-Weltcup 2025 werden durch die Union Cycliste Internationale und die Initiative Indoor Cycling Worldwide die Weltcupsieger im Kunstradfahren ermittelt.

## Termine
Der Weltcup-Kalender wurde Ende September 2024 veröffentlicht. Er besteht aus den folgenden vier Runden, wovon die letzte „Finale“ heißt und doppelt zählt.
- Prag: 1. März
- Langenselbold: 5. Juli
- Puteaux: 24. August
- Öschelbronn: 15. November

## Einer Frauen
| # | Datum        | Ort           | Erste        | Zweite       | Dritte      |
| - | ------------ | ------------- | ------------ | ------------ | ----------- |
| 1 | 1. März      | Prag          | Lara Füller  | Ramona Dandl | Jana Pfann  |
| 2 | 5. Juli      | Langenselbold | Ramona Dandl | Jana Pfann   | Alessa Hotz |
| 3 | 24. August   | Puteaux       |              |              |             |
| F | 15. November | Öschelbronn   |              |              |             |

## Einer Männer
| # | Datum        | Ort           | Erster             | Zweiter      | Dritter      |
| - | ------------ | ------------- | ------------------ | ------------ | ------------ |
| 1 | 1. März      | Prag          | Philipp-Thies Rapp | Jonas Beiter | Chan Yat Nam |
| 2 | 5. Juli      | Langenselbold | Philipp-Thies Rapp | Simon Köcher | Jonas Beiter |
| 3 | 24. August   | Puteaux       |                    |              |              |
| F | 15. November | Öschelbronn   |                    |              |              |

## Zweier Frauen
| # | Datum        | Ort           | Erste                    | Zweite                      | Dritte                             |
| - | ------------ | ------------- | ------------------------ | --------------------------- | ---------------------------------- |
| 1 | 1. März      | Prag          | Henny Kirst Antonia Bärk | Kim Schlüter Neele Jodeleit | Larissa Tanner Simona Lucca        |
| 2 | 5. Juli      | Langenselbold | Henny Kirst Antonia Bärk | Kim Schlüter Neele Jodeleit | Annika Feldkämper Anais Lindenberg |
| 3 | 24. August   | Puteaux       |                          |                             |                                    |
| F | 15. November | Öschelbronn   |                          |                             |                                    |

## Zweier offen
| # | Datum        | Ort           | Erste                            | Zweite                        | Dritte                        |
| - | ------------ | ------------- | -------------------------------- | ----------------------------- | ----------------------------- |
| 1 | 1. März      | Prag          | Nico Rödiger Lea-Victoria Styber | Alexander Stark Daniel Stark  | Niklas Kreuzmann Celine Stapf |
| 2 | 5. Juli      | Langenselbold | Nico Rödiger Lea-Victoria Styber | Niklas Kreuzmann Celine Stapf | Jelle Delporte Lien Pattyn    |
| 3 | 24. August   | Puteaux       |                                  |                               |                               |
| F | 15. November | Öschelbronn   |                                  |                               |                               |

## Vierer
| # | Datum        | Ort           | Erste                                                                             | Zweite                                                                     | Dritte                                                                                |
| - | ------------ | ------------- | --------------------------------------------------------------------------------- | -------------------------------------------------------------------------- | ------------------------------------------------------------------------------------- |
| 1 | 1. März      | Prag          | RV Mainz-Ebersheim Tijem Karatas Annika Rosenbach Stella Rosenbach Milena Schwarz | KRF Uzwil Stefanie Haas Valerie Unternährer Selina Niedermann Sarah Manser | RfV 1900 Wiednitz Anna Kathleen Buchwald Nadine Jenchen Charlott Boden Hannah Schulze |
| 2 | 5. Juli      | Langenselbold | RV Mainz-Ebersheim Tijem Karatas Annika Rosenbach Stella Rosenbach Milena Schwarz | KRF Uzwil Stefanie Haas Valerie Unternährer Selina Niedermann Sarah Manser | RMSV Edelweiss Aach Sabrina Bürßner Carolin Schmid Alina Bötzer Franziska Bötzer      |
| 3 | 24. August   | Puteaux       |                                                                                   |                                                                            |                                                                                       |
| F | 15. November | Öschelbronn   |                                                                                   |                                                                            |                                                                                       |